# キング・オブ・キングス (1927年の映画)
『キング・オブ・キングス』（The King of Kings）は、1927年のアメリカ合衆国のサイレント叙事詩的映画。監督はセシル・B・デミル。イエス・キリスト役はH・B・ワーナー。キリストの磔刑前の最後の数日間を描く。
オープニングと復活の場面で二色法のテクニカラーが使われている。デミルの聖書映画三部作の2作め（他の2作は『十誡』と『暴君ネロ』）。

## キャスト
- イエス・キリスト; H・B・ワーナー（英語版）
- 聖母マリア; ドロシー・カミング（英語版）
- ペトロ; アーネスト・トレンス
- イスカリオテのユダ; ジョセフ・シルドクラウト
- ヤコブ; ジェームズ・ニール（英語版）
- マグダラのマリア; ジャクリーヌ・ローガン
- カイアファ; ルドルフ・シルドクラウト（英語版）
- ピラト; ヴィクター・ヴァルコニ
- キレネのシモン; ウィリアム・ボイド（英語版）
- マルコ; ミッキー・ムーア（英語版）

1933年のシカゴ万国博覧会で有名になったダンサーのサリー・ランド、作家のアイン・ランドがエキストラで出演している。（同姓だが無関係）
2013年にミッキー・ムーアが亡くなり、キャスト全員が物故者となった。

## 制作
この映画のために建てられた巨大な門は1933年の『キング・コング』で再使用された後、1939年の『風と共に去りぬ』のアトランタ炎上シーンで焼かれた。それ以外のセットや衣装はエルヴィス・プレスリー主演『ハレム万才』（1965年）で使われた。
カリフォルニア州ロサンゼルスのグローマンズ・チャイニーズ・シアターのこけら落しは1927年5月18日で、上映されたのはこの映画だった。1977年5月24日にオープン50周年を記念して再びこの映画が上映された。

## 評価
1927年の初公開から1961年にリメイク作品『キング・オブ・キングス』が作られるまでの間に約5億人の人がこの映画を観た。

## 訴訟
1928年、女優のヴァレスカ・スラットと作家のアフマド・ソフラブが、『キング・オブ・キングス』は自分の脚本『Mary Magdalene』の盗作だとして訴えた。しかし世間の注目を浴びることなく1930年に結審した。